# Groton (New Hampshire)
Pour les articles homonymes, voir Groton.
Groton est une municipalité américaine située dans le comté de Grafton au New Hampshire. Selon le recensement de 2010, sa population est de 593 habitants.

## Géographie
La municipalité s'étend sur 40,93 milles carrés (106,01 km2), dont 0,07 milles carrés (0,18 km2) d'étendues d'eau.

## Histoire
La localité est fondée en 1761 sous le nom de Cockermouth, en l'honneur de Charles Wyndham (2e comte d'Egremont). Les électeurs votent en 1796 pour adopter le nom de Groton, en référence à la ville de Groton dans le Massachusetts.